# Batalla de Fredericksburg
La Batalla de Fredericksburg, una de las principales batallas del Teatro del Este, tuvo lugar en y alrededor de Fredericksburg (Virginia), del 11 al 15 de diciembre de 1862, entre el ejército del Norte de Virginia del general confederado Robert E. Lee y el ejército del Potomac comandado por el mayor general de la Unión Ambrose E. Burnside, y es recordada como una de las más desiguales batallas de la guerra civil estadounidense. El ejército de la Unión sufrió terribles pérdidas en inútiles asaltos frontales durante el 13 de diciembre contra los defensores confederados bien atrincherados y parapetados en las colinas de detrás de la ciudad, trayendo un temprano final y grave derrota para al ejército del Potomac y para la campaña Unionista contra Richmond, la capital de los confederados.

## Trasfondo y el plan de Burnside
La batalla fue el resultado de un esfuerzo de la Unión y de su ejército para ganar la iniciativa en la lucha contra el ejército confederado de Lee, más pequeño pero más agresivo y con la moral más alta debido a su general. Ambrose Burnside fue nombrado general del ejército del Potomac en noviembre reemplazando al mayor general George B. McClellan. Aunque McClellan había detenido a Lee en la batalla de Antietam en septiembre, el presidente de los Estados Unidos Abraham Lincoln creyendo su debilidad como decisiva, no ordenó la persecución y destrucción del ejército de Lee en Maryland, y desperdició mucho tiempo reorganizando y re-equipando su ejército para las siguientes grandes batallas, por lo que el tiempo perdido fue aprovechado por los confederados o sudistas. 
Burnside, en respuesta a los apremios de Lincoln y el general en jefe mayor general Henry W. Halleck, planeó una tardía ofensiva de otoño; comunicando sus planes a Halleck el 9 de noviembre. El plan se basaba en una serie de rápidos movimientos y engaños. Concentrando sus tropas en un lugar visible y cercano a Warrenton, simulando moverse hacia Culpeper, Court House, Orange Court House, o Gordonsville. Entonces movió rápidamente su ejército hacia el sudeste y cruzó el Río Rappahannock hacia Fredericksburg, esperando que el general Lee estuviese desinformado en cuanto a sus verdaderas intenciones. Entonces el ejército de la Unión realizó un rápido movimiento contra Richmond, paralelo a las vías férreas por el sur de Richmond, Fredericksburg, y Potomac desde Fredericksburg. Burnside seleccionó ese plan debido a su preocupación sobre que si se movía directamente por el sur desde Warrenton, estaría expuesto a ataques desde los flancos por el teniente general Thomas J. "Stonewall" Jackson cuyas tropas estaban en ese momento en el Valle de Shenandoah al sur de Winchester. Él también creía que el Ferrocarril de Orange y Alexandria sería una línea de suministros inadecuada. Cuando Burnside comenzó a preparar su plan basado en Falmouth, cerca de Fredericksburg, la administración de Lincoln sostuvo un largo debate sobre la factibilidad y posibilidades reales de este plan. Lincoln aprobó su plan pero le advirtió que no moviera sus tropas muy rápidamente, previendo dudas e indecisiones acerca de si Lee haría lo que Burnside esperaba.

## Movimientos hacia la batalla
El ejército de la Unión comenzó a marchar el 15 de noviembre y sus primeros elementos llegaron a Falmouth el 17 de noviembre. El plan de Burnside rápidamente salió mal, había ordenado que fueran enviados al frente y montados pontones para un cruce rápido del río Rappahannock, pero por torpeza administrativa, los pontones no llegaron a tiempo. 
Como el general Edwin V. Sumner llega, recomienda encarecidamente el cruce inmediato del río para dispersar la simbólica fuerza  confederada de 500 hombres en la ciudad y ocupar las alturas que dominan el oeste. Burnside, ansioso y preocupado de las crecientes lluvias de otoño que haría inutilizables los puntos de vadeo, quedando Sumner aislado y pudiendo ser destruido, ordena a Sumner que espere en Falmouth
Lee al principio prevé que Burnside lo derrotará a lo largo de todo el Rappahannock y para proteger a Richmond, asume que la siguiente posición defensiva es el río North Anna. Pero cuando ve cómo se mueve lentamente Burnside, se dirige con todo su ejército hacia Fredericksburg. El 23 de noviembre, todos los cuerpos de Longstreet habían llegado y Lee los coloca en la cresta conocida como Marye's Heights al oeste de la ciudad, con la división de Anderson en el extremo izquierdo, McLaws directamente detrás de la ciudad, y Pickett y Hood a la derecha. Llama a Jackson el 26 de noviembre, pero el comandante del segundo cuerpo ya había previsto esta necesidad y el 22 de noviembre sus tropas habían salido de Winchester a marchas forzadas, recorriendo 20 kilómetros al día. Jackson llegó al cuartel general de Lee el 29 de noviembre y sus divisiones fueron desplegadas para prevenir el cruce de Burnside corriente abajo de Fredericksburg: la división de  D.H. Hill se trasladó a Port Royal, 18 millas río abajo; Early, 12 millas río abajo en Skinker's Neck; AP Hill en la casa de Thomas Yerby, el "Belvoir", a unas millas al sureste de la ciudad, y Taliaferro a lo largo del ferrocarril de RF & P, a 4 millas al sur de Guinea Station
Las embarcaciones y equipo para un puente de pontones sólo llegaron a Falmouth el 25 de noviembre, demasiado tarde para que el ejército del Potomac cruzara el río sin oposición. Sin embargo, Burnside todavía tenía una oportunidad, ya que para entonces se enfrentaba a sólo la mitad del ejército de Lee, aún no atrincherado, y si actuaba con rapidez, podría haber sido capaz de atacar Longstreet y derrotarlo antes de que Jackson llegara. Una vez más, desperdició su oportunidad. La dotación completa de puentes llegaron al final del mes, pero en ese momento Jackson estaba presente y Longstreet estaba preparando fuertes defensas.
Burnside había previsto inicialmente cruzar a su ejército al este de Fredericksburg en Skinker's Neck, pero un movimiento de avance de las cañoneras federales hacia allí fue atacado descubriendo a las divisiones de Early y D.H. Hill en esa zona, un hecho visto por los globo observadores de la Unión. Ahora, suponiendo que Lee había anticipado su plan, Burnside supuso que los confederados habían debilitado su izquierda y el centro de concentrar contra él en su derecho. Así que decidió cruzar directamente en Fredericksburg. El 9 de diciembre, escribió a Halleck: "Creo que ahora el enemigo estará más sorprendido por un inmediato cruce en nuestro frente que en cualquier otra parte del río... Estoy convencido de que la mayor fuerza del enemigo está ahora concentrada en Port Royal, dejando los restos en Fredericksburg, a quienes esperamos asustar." Además de su ventaja numérica en hombres, Burnside también tenía la ventaja de saber que su ejército no podía ser atacado con eficacia. Al otro lado del Rappahannock, 220 piezas de artillería habían sido situadas en la cresta conocida como Stafford Heights para impedir que el ejército de Lee montase ningún gran contraataque.
Lee tenía una gran fe en su ejército, a pesar de desconocer los planes del comandante adversario, hasta dos días antes de que el ejército de la Unión intente el cruce. Desplegó unos 20.000 hombres bajo Longstreet en su flanco izquierdo, que estaba anclado en la cresta conocida como Marye’s Heights, justo al oeste de la ciudad, detrás de una pared de piedra en la cima de la colina. Ante el temor de un cruce de río abajo, al sur de la ciudad, se desplegó el resto de sus hombres hacia el sur, bajo Jackson. El área se intercalan las colinas, en otra excelente posición defensiva.
Los ingenieros de la Unión comenzaron a desplegar seis puentes de pontones en la mañana del 11 de diciembre. Bajo el castigo, principalmente de la brigada de Misisipi del brigadier general general William Barksdale. Burnside envió más grupos de desembarco en barcos por la noche para asegurar una cabeza de playa pequeña y derrotar a los francotiradores. El ejército confederado optó por no resistir el desembarco, vigorosamente cubierta por la artillería de la Unión, y algunos de los primeros casos de combate urbano en la guerra se produjeron en edificios limpiados por la infantería y por el fuego de artillería desde el otro lado del río. Artilleros de la Unión dispararon más de 5.000 proyectiles contra el pueblo y sus alrededores hacia el oeste. Después de que los pontones estuviesen colocados en su lugar, los hombres de Burnside saquearon la ciudad, con una furia que enfureció a Lee, quien comparó sus depredaciones con las de los antiguos vándalos. La destrucción también enfureció a los hombres de Lee, muchos de los cuales eran residentes de Virginia. A lo largo de 11 de diciembre a 12 de diciembre, los hombres de Burnside se dirigieron fuera de la ciudad y se prepararon para atacar al ejército de Lee.